# الشجاعة والتردد (كتاب)
الشجاعة والتردد Courage and Hesitation هو كتاب غير أدبي للكاتب الأمريكي ألن دروري نشر في عام 1971.
وعنوانه الفرعي هو «ملاحظات وصور فوتوغرافية عن إدارة نيكسون».

## الموضوع
ويلقي الكتاب نظرة على الرئيس الأمريكي ريتشارد نيكسون، والمقربين منه خلال فترة إدارته الأولى. ويحوي الكتاب صورا فوتوغرافية للمصور فريد مارون.